# Gimnastyka na Letnich Igrzyskach Olimpijskich 2012 – ćwiczenia na kółkach mężczyzn
Ćwiczenia na kółkach mężczyzn na Letnich Igrzyskach Olimpijskich 2012 odbyły się 6 sierpnia w hali The O2.

## Terminarz
| Data            | Godzina |       |
| --------------- | ------- | ----- |
| 6 sierpnia 2012 | 14:00   | Finał |

## Wyniki

### Eliminacje
| Pozycja | Zawodnik           | Państwo           | Trudność | Wykonanie | Kary | Razem  |
| ------- | ------------------ | ----------------- | -------- | --------- | ---- | ------ |
| 1.      | Chen Yibing        | Chiny             | 6.800    | 9.058     |      | 15.858 |
| 2.      | Matteo Morandi     | Włochy            | 6.800    | 8.966     |      | 15.766 |
| 3.      | Aleksandr Bałandin | Rosja             | 6.700    | 8.966     |      | 15.666 |
| 4.      | Arthur Zanetti     | Brazylia          | 6.500    | 9.116     |      | 15.616 |
| 5.      | Dienis Ablazin     | Rosja             | 6.600    | 8.900     |      | 15.500 |
| 6.      | Tommy Ramos        | Portoryko         | 6.800    | 8.700     |      | 15.500 |
| 7.      | Federico Molinari  | Argentyna         | 6.700    | 8.633     |      | 15.333 |
| 8.      | Jordan Jowczew     | Bułgaria          | 6.600    | 8.708     |      | 15.308 |
| 9.      | Ihor Radiwiłow     | Ukraina           | 6.800    | 8.500     |      | 15.300 |
| 10.     | Jonathan Horton    | Stany Zjednoczone | 6.700    | 8.466     |      | 15.166 |
| 11.     | Kazuhito Tanaka    | Japonia           | 6.000    | 9.100     |      | 15.100 |

### Finał
| Pozycja | Zawodnik           | Państwo   | Trudność | Wykonanie | Kary | Razem  |
| ------- | ------------------ | --------- | -------- | --------- | ---- | ------ |
| złoto   | Arthur Zanetti     | Brazylia  | 6.800    | 9.100     |      | 15.900 |
| srebro  | Chen Yibing        | Chiny     | 6.800    | 9.000     |      | 15.800 |
| brąz    | Matteo Morandi     | Włochy    | 6.800    | 8.933     |      | 15.733 |
| 4.      | Aleksandr Bałandin | Rosja     | 6.700    | 8.966     |      | 15.666 |
| 5.      | Dienis Ablazin     | Rosja     | 6.600    | 9.033     |      | 15.633 |
| 6.      | Tommy Ramos        | Portoryko | 6.800    | 8.800     |      | 15.600 |
| 7.      | Jordan Jowczew     | Bułgaria  | 6.600    | 8.508     |      | 15.108 |
| 8.      | Federico Molinari  | Argentyna | 6.700    | 8.033     |      | 14.733 |